# Segmüller (Unternehmen)
Segmüller ist ein süddeutsches Einzelhandelsunternehmen in der Möbelbranche, das 1925 von Hans Segmüller in Friedberg bei Augsburg gegründet wurde.

## Geschichte
Segmüller fertigte ursprünglich Polstergestelle, um Ende der 1940er Jahre wurde auch mit der Produktion von Polstermöbeln begonnen. 1954 wurde dann die erste Verkaufsfiliale in der Kaufingerstraße in München eröffnet, gefolgt von der in der Nürnberger Breiten Gasse 1956 und der in Frankfurt an der Konstablerwache 1959. Das Unternehmen ist seit drei Generationen in Familienbesitz.

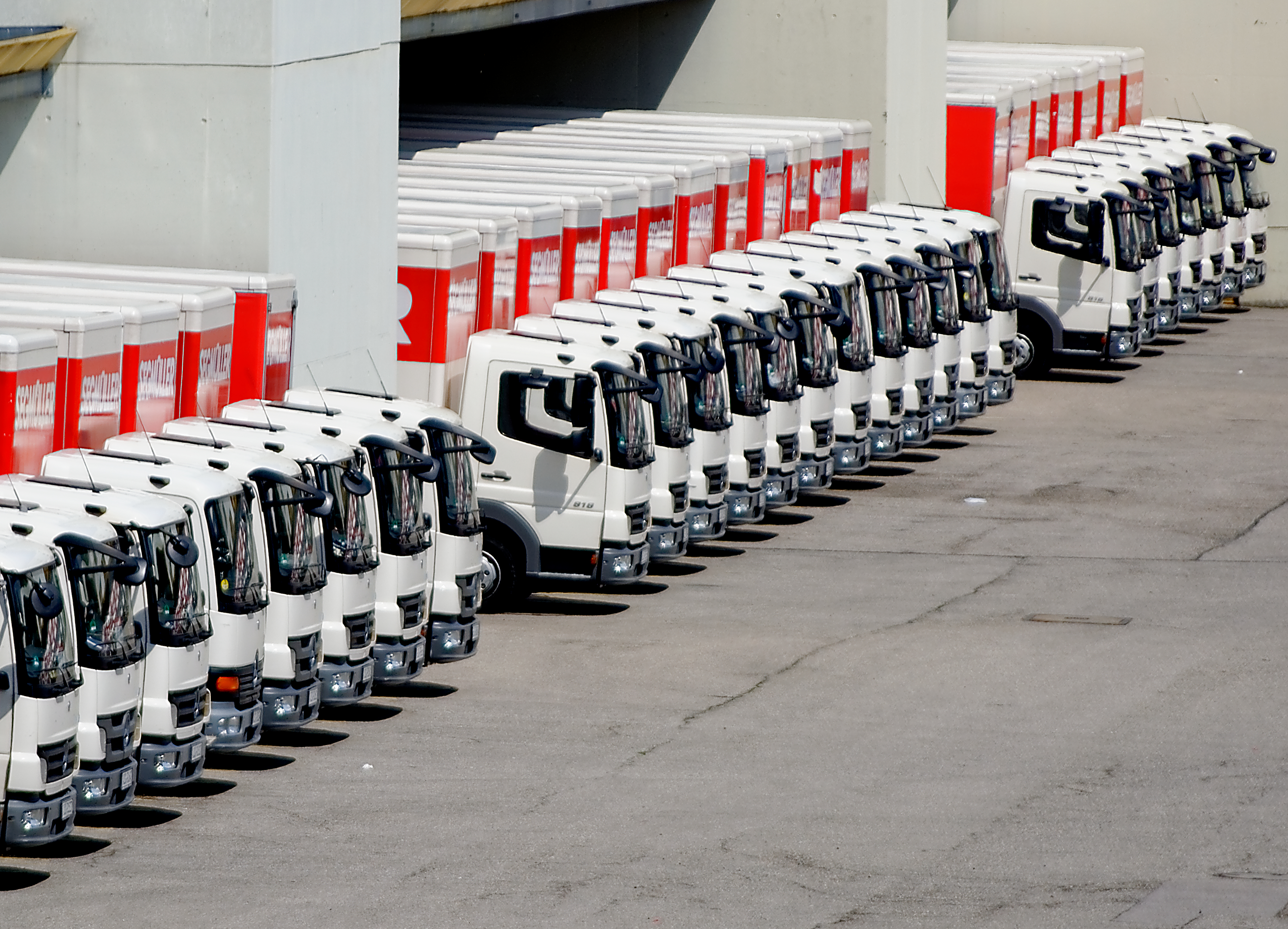
Teil der LKW-Flotte

Heute beschäftigt das Unternehmen nach eigenen Angaben rund 4000 Mitarbeiter, davon etwa 300 in der Polstermöbelfabrik. Das größte Möbelhaus ist mit mehr als 50.000 m² Ausstellungsfläche das in Weiterstadt, gefolgt von der Hauptniederlassung in Friedberg mit etwa 40.000 m². Die Lkw-Flotte besteht aus etwa 300 Fahrzeugen.
2013 startete die Möbelhauskette Segmüller den eigenen Online-Shop daheim.de, um in den eCommerce-Markt einzutreten.
2015 war der Comedian Willy Astor in mehreren Radiowerbespots von Segmüller zu hören. 2016 war Thomas Gottschalk Werbepartner des Unternehmens.
Der Umsatz des Unternehmens 2020 wurde auf 1,0 Mrd. € geschätzt.

## Standorte
- Friedberg (Bayern) bei Augsburg: Einrichtungshaus, "Megastore", Fundgrube sowie Hauptverwaltung, Eigenfertigung und Zentrallager.[10]
- Parsdorf bei München: Einrichtungshaus, "Megastore", Fundgrube
- Stuttgart: Polster-Spezialhaus
- Nürnberg: Einrichtungshaus mit Küchenspezialmarkt
- Mannheim: Einrichtungshaus mit Küchenspezialmarkt
- Weiterstadt bei Darmstadt: Einrichtungshaus, "Megastore" und Fundgrube, außerdem Regionallager Hessen in Weiterstadt-Gräfenhausen.
- Pulheim bei Köln: Einrichtungshaus, "Megastore", Fundgrube

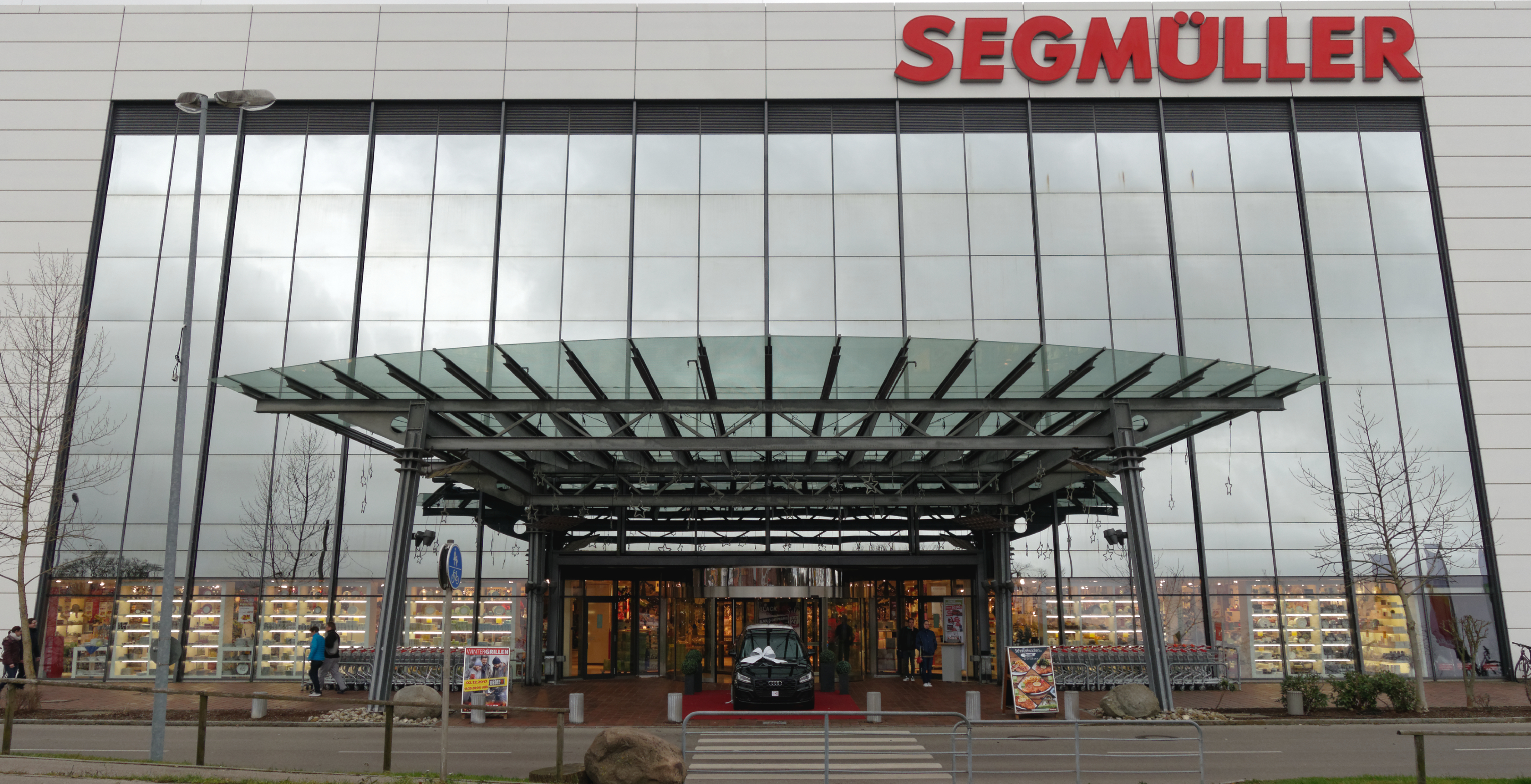
Segmüller Hauptniederlassung in Friedberg
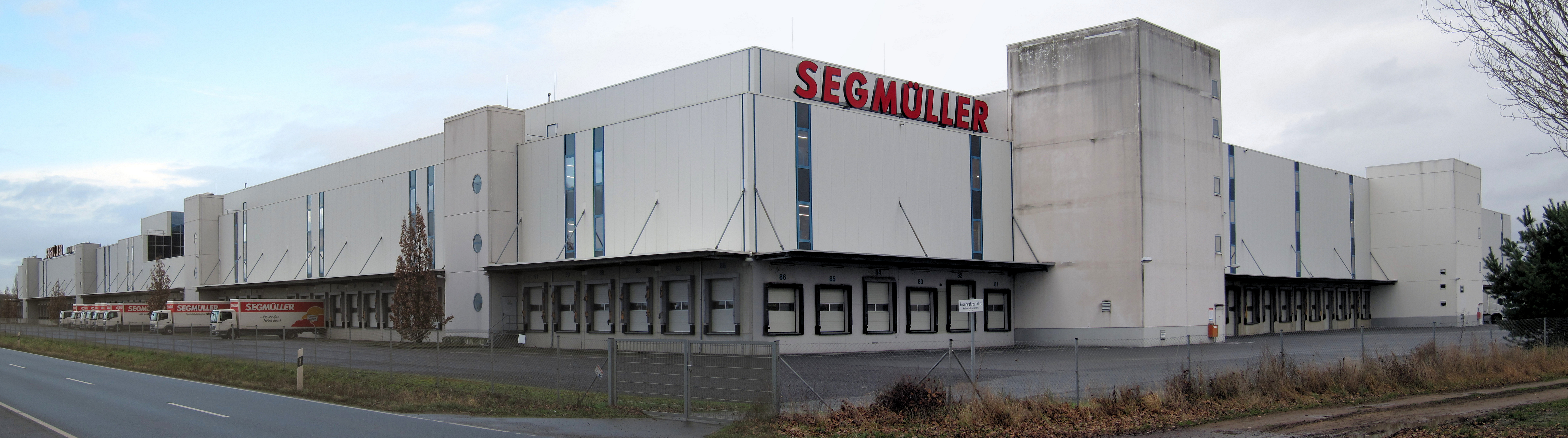
Zentrallager bei Gräfenhausen (Weiterstadt)